# Erioptera beninensis
Erioptera beninensis är en tvåvingeart som beskrevs av Alexander 1976. Erioptera beninensis ingår i släktet Erioptera och familjen småharkrankar.
Artens utbredningsområde är Nigeria. Inga underarter finns listade i Catalogue of Life.